# Млиновиця
Млиновиця — річка в Україні, у Тячівському районі Закарпатської області, права притока Тереблі (басейн Дунаю).

## Опис
Довжина річки приблизно 7 км. Формується з багатьох безіменних струмків.

## Розташування
Бере початок на південному сході від села Колодне. Тече переважно на південний схід через села Дулово та Тереблю і впадає у річку Тереблю, праву притоку Тиси.